# Los Tilos
Los Tilos, voluit Bosque de Los Tilos (naar de Til of stinklaurier, Ocotea foetens) is een natuurreservaat in de gemeenten San Andrés y Sauces op het Canarische Eiland La Palma.
Het reservaat is gelegen in de nauwe valleien van de Barranco del Agua en de Barranco Rivero en omvat de bronnen die deze barrancos hebben uitgesleten, de Fuente de Cordera en de Fuente de Marcos. Het sluit in het westen aan bij het Parque Natural de La Nieve, dat grenst aan het Parque Nacional de la Caldera de Taburiente.
Aan de ingang van het natuurgebied is een bezoekerscentrum met een klein museum. Van het bezoekerscentrum vertrekken verschillende wandelingen naar de kloof, naar uitzichtpunten op de berghellingen en naar de bronnen.

## Historie
Het gebied van 511 ha werd reeds in 1983, als eerste natuurgebied op de Canarische Eilanden, door de UNESCO aangeduid als biosfeerreservaat onder de naam El Canal y Los Tilos. In 1997 werd het uitgebreid tot het Reserva de la Biosfera de Los Tilos, om in 2002 met de rest van het eiland op te gaan in het Reserva de la Biosfera de La Palma.
De kern van het gebied van 47,6 ha is geklasseerd als Espacios Naturales Protegidos (Beschermd natuurgebied) onder de benaming Sitio de Interés Científico del Barranco del Agua.

## Biotopen, flora en fauna
De vegetatie van het natuurgebied bestaat voornamelijk uit subtropisch laurierbos (laurisilva), met overwegend groenblijvende bomen van de laurierfamilie, zoals Laurus novocanariensis, Persea indica, Ocotea foetens en Apollonias barbujana, en een dichte ondergroei van varens zoals Woodwardia radicans, Diplazium caudatum en Dryopteris oligodonta.